# Enoplomischus
Enoplomischus is een geslacht van spinnen uit de familie springspinnen (Salticidae).

## Soorten
De volgende soorten zijn bij het geslacht ingedeeld:
- Enoplomischus ghesquierei Giltay, 1931
- Enoplomischus spinosus Wesolowska, 2005